# Národní dům (Prachatice)
Národní dům čp. 10 je původně renesanční patricijský dům ze 16. století, jehož vlastníkem byl mezi roky 1583 až 1632 Zikmund Turnovský z Turnštejna. Mezi lety 1901 až 1903 byl dům přestavěn pro potřeby Tělocvičné jednoty Sokol. V Národním domě dříve sídlily různé české spolky, kromě Sokola i Česká beseda nebo lidová knihovna. Fasádu zdobí bohatá figurální a ornamentální sgrafita s národními motivy podle návrhu Laďi Nováka. Dům je součástí městské památkové rezervace Prachatice. Od 3. května 1958 chráněná kulturní památka.

## Popis domu
Dvoupatrový dům ukončený novorenesanční atikou se nachází na severní straně Velkého náměstí. Fasáda domu směrem do náměstí je hladká, tříosá. V přízemí jsou umístěny dva výkladce, zaklenuté obloukovou stlačenou klenbou. Vstup do domu je společný s vedlejším Knižecím domem. Okna jsou dvojitá, dřevěná, v prvním patře osmitabulková, v druhém patře šestitabulková. Okolo oken jsou plastické šambrány s nadokenními římsami novorenesančního tvarosloví. Přízemí domu je plasticky členěno bosáží. Fasádu prvního a druhého patra pokrývá bohatá novorenesanční sgrafitová výzdoba s národními motivy. Fasádu zakončuje atika s pylony a čučky, inspirovaná atikou Sitrova domu. Střecha za atikou je sedlová, podélně orientovaná. Pamětní deska na fasádě Národního domu připomíná působení českého houslisty a pedagoga Otakara Ševčíka v Prachaticích, který zde v letech 1903–1906 vedl hudební školu zaměřenou na hru na housle.

## Historie domu
Existenci domu na této parcele lze předpokládat již na počátku 14. století. Současná stavba je renesančního původu. Nejstarší písemný doklad o majiteli domu se zachoval v berním rejstříku z roku 1559, kde je jako majitel uváděn Havel Kern. V roce 1583 další majitel domu, Petr Maršálek z Husince, prodává dům prachatickému měšťanu Zikmundu Turnovskému z Turnštejna.
Zikmund Turnovský byl výraznou osobností přelomu 16. a 17. století. Vystudoval Pražskou universitu, v roce 1580 se stal rektorem městské školy a městským písařem. Od roku 1590 byl Vilémem z Rožmberka jmenován rychtářem a hejtmanem panství Prachatice. V letech 1597–1602 byl prachatickým primátorem. V roce 1608 byl Rudolfem II. jmenován hejtmanem celého panství Krumlov i správcem krumlovského zámku. Byl rovněž členem literátského bratrstva, psal básně a je autorem rozsáhlého rukopisu vzpomínek a textů k historii města.
V roce 1709 Lukáš Jelínek prodal dům měšťanu a barvíři látek Johannu Mullnerovi. V roce 1766 je dům prodán prachatickému primátorovi Jahannu Peteru Mayerovi. V roce 1799 dům kupuje volarský měšťan Franz Pinsker, v roce 1807 pak Johann a Anna Heybergerovi. V roce 1899 Marie Heybergerová prodává dům Johannu Fejtkovi. V roce 1891 byla založena v Prachaticích Tělocvičná jednota Sokol, jeho členové usilovali o získání vlastního domu. Dne 20. července 1899 se konala valná hromada Sokola, která projednala možnost pronájmu domu čp. 10 na náměstí za 40 zl.. 1. února 1900 se mohl Sokol nastěhovat do pronajatých místností domu.

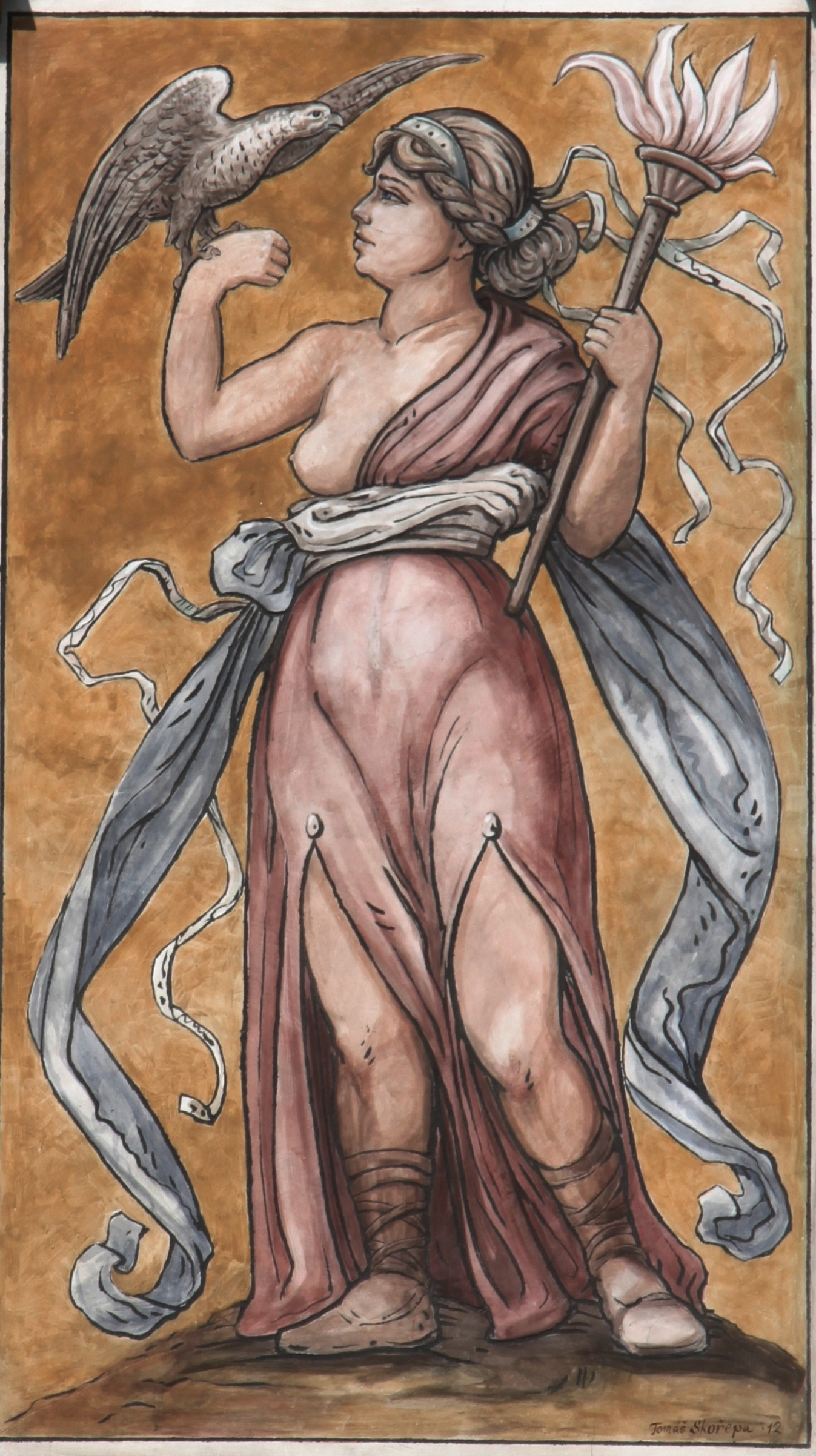
Národní dům, alegorie Nadšení

V září roku 1900 si tento dům pak Tělocvičná jednota Sokol zakoupila a následně přestavěla pro své účely. S přestavbou domu se začalo 17. června 1901 a téhož roku byla dokončena hrubá stavba. Stavební práce pokračovaly i v roce následujícím, v němž požádal prachatický Sokol akademického malíře Ladislava Nováka z Prahy o provedení výzdoby průčelí. Ladislav Novák jejich žádosti vyhověl a vypracoval návrh průčelí s alegorickými postavami Síly a Nadšení. Věnoval rovněž 100 Korun na výstavbu Národního domu. Dokončení stavby se protáhlo až do roku 1903, kdy byl Národní dům dne 15. srpna 1903 slavnostně otevřen. Slavnostní akademie se zúčastnilo mnoho významných hostů: profesor Otakar Ševčík, jeho přítel a ctitel, virtuos houslový M. J. Press, profesor konzervatoře moravské filharmonie, dále Ševčíkův žák A. Wilhelmy, profesor královské konzervatoře v Dublinu, klavírista F. Souček z Prahy a České pěvecké kvarteto. Houslista M. J. Press spolu s Otakarem Ševčíkem přednesli dva houslové koncerty. Pražské pěvecké kvarteto (Mikoláš, Černý, Novák, Svojsík) zahájilo umělecký program „Hymnou Slovanů", F. Souček přednesl své dvě klavírní skladby a zakončil program suitou „Bojem k Vítězství". V září roku 1919 získal prachatický Sokol koncesi na provozování biografu. V roce 1920 byly povedeny potřebné stavební úpravy pro účel provozování biografu. V roce 1923 se začalo hrát v malém sále Národního domu loutkové divadlo. V roce 1924 byla sgrafita z fasády Národního domu otlučena a fasáda opatřena novým monochromním žlutým nátěrem. V roce 1925 byla v Národním domě zřízena turistická noclehárna. V roce 1921 získala Tělocvičná jednota Sokol na 25 let nájemní smlouvu i na sousední Knížecí dům. Následovalo propojení obou domů a vstup z náměstí Národního domu byl nahrazen výkladcem. Po obsazení Prachatic německou armádou dostal Národní dům název Hnědý dům (Braunes Haus). V 60. letech 20. století byl Národní dům rekonstruován na hotel a v roce 1965 rozšířen o víceúčelový sál (slavnostní otevření 8. ledna 1966), který vznikl na místě původních zadních hospodářských traktů obou domů.
V roce 2012 došlo k obnově původní sgrafitové výzdoby domu restaurátory Tomášem Skořepou a Jiřím Maškem.

## Sgrafitová výzdoba domu
Plochu fasády v úrovni prvního a druhého patra zdobí částečně kolorovaná sgrafita. Na fasádě jsou vyobrazeny ornamentální motivy, dále postavy alegorií Síly a Nadšení, sokola, znaky TJ Sokol a České besedy. Napravo od třetího okna v druhém patře je nápis "Zbudováno LP 1902 nákladem TJ Sokol." Pod okny prvního patra je pás na celou šířku fasády s nápisem NÁRODNÍ DŮM. Sgrafita však byla ještě za první republiky, v roce 1924, otlučena a pravděpodobně v 60. letech minulého století byly rovněž odstraněny štukové prvky a provedeny další úpravy, jako změna rozvržení oken a zaklenutí výkladců v přízemí. V roce 2012 město původní sgrafitovou výzdobu a plastické členění fasády Národního domu obnovilo.

## Galerie

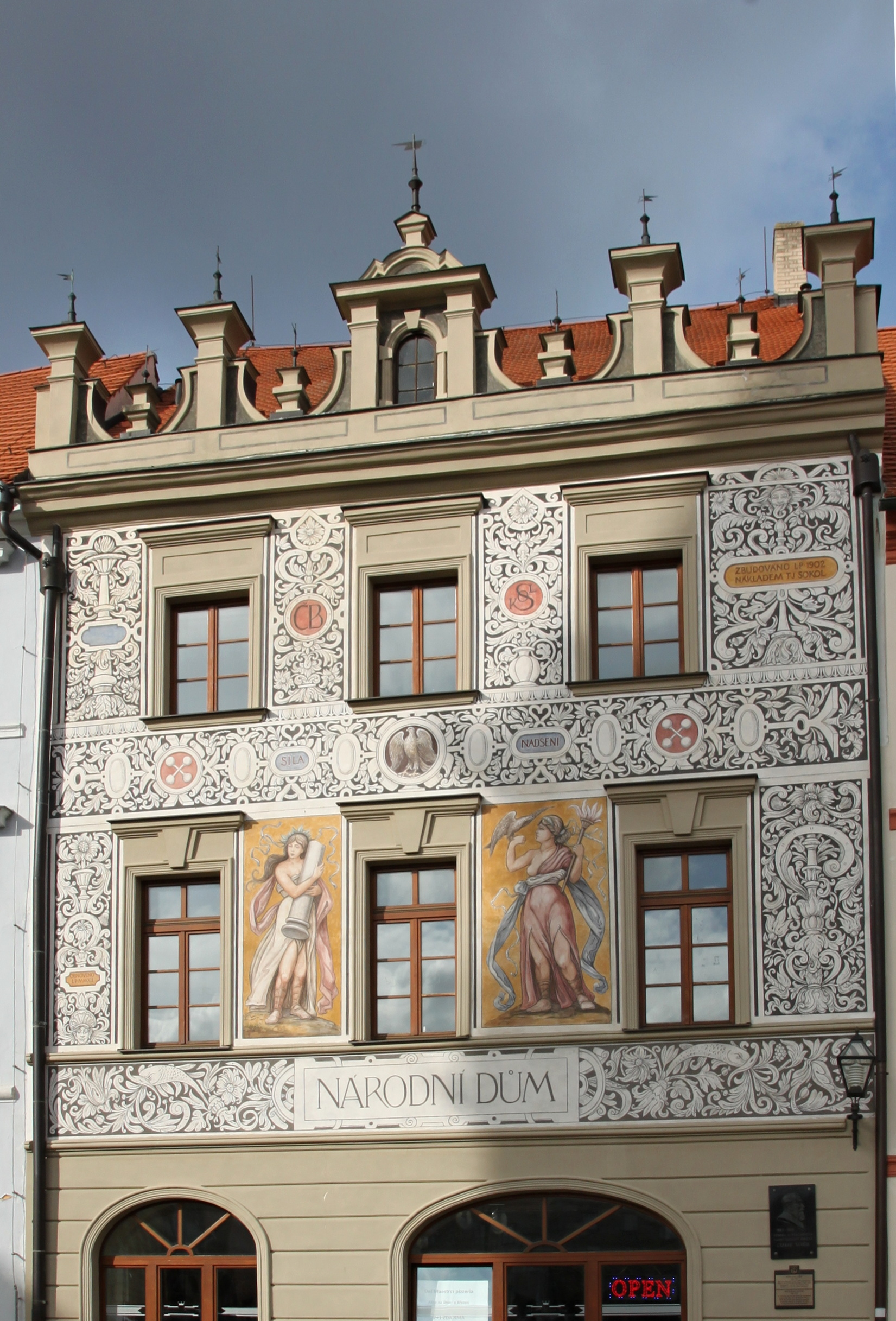
Národní dům, sgrafitová výzdoba domu
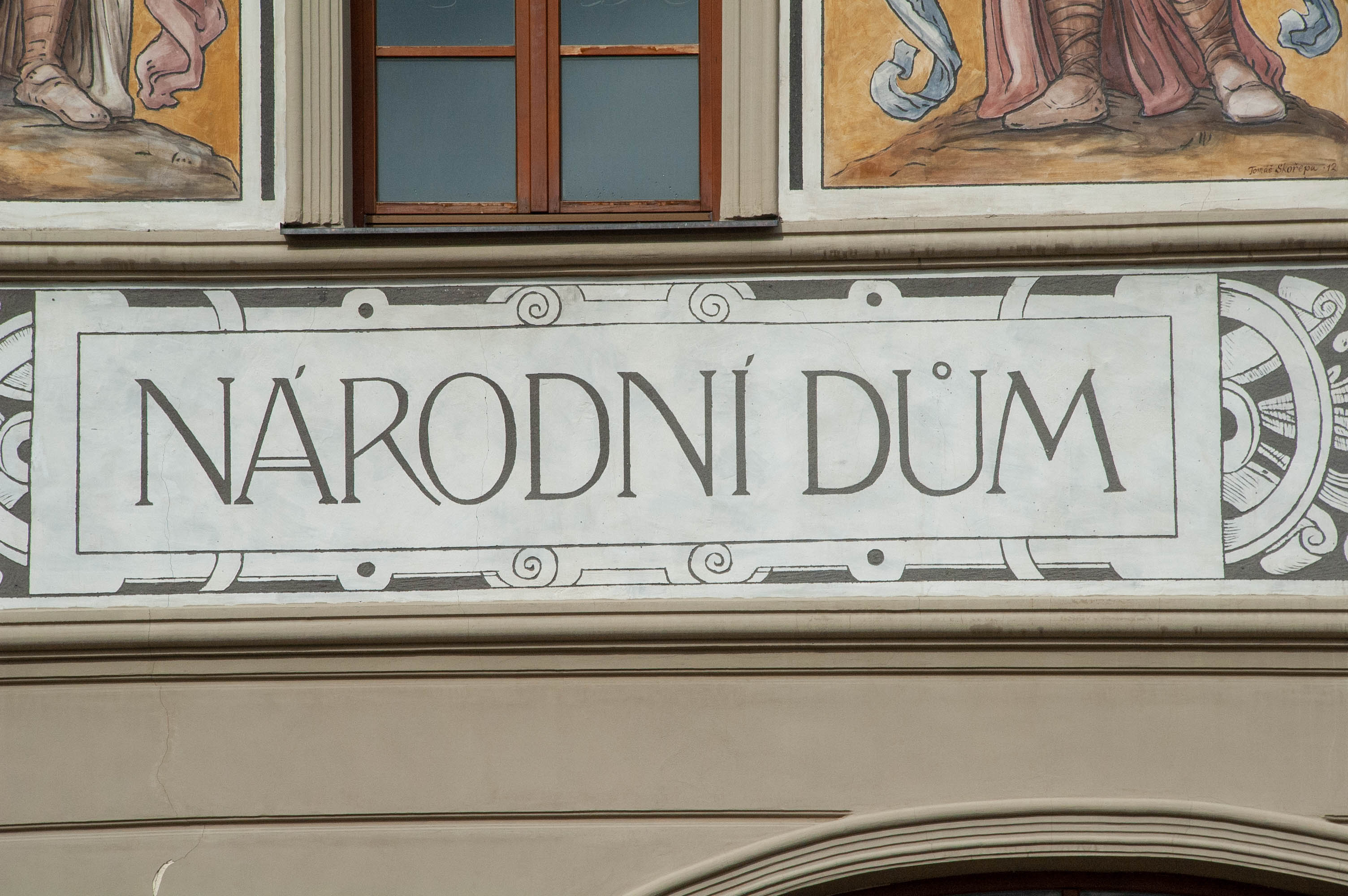
Národní dům, detail sgrafitové výzdoby domu: nápis
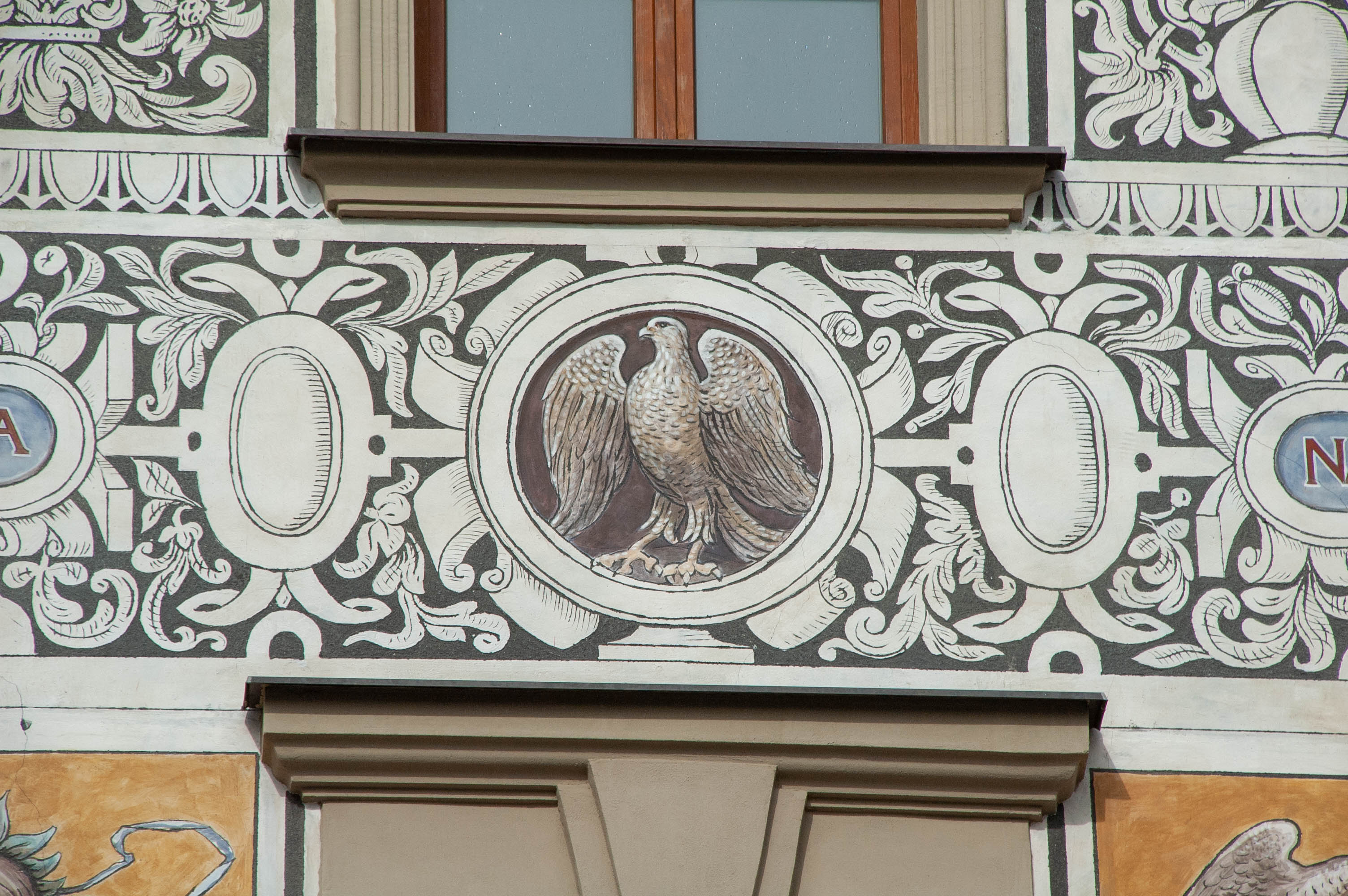
Národní dům, detail sgrafitové výzdoby domu: sokol
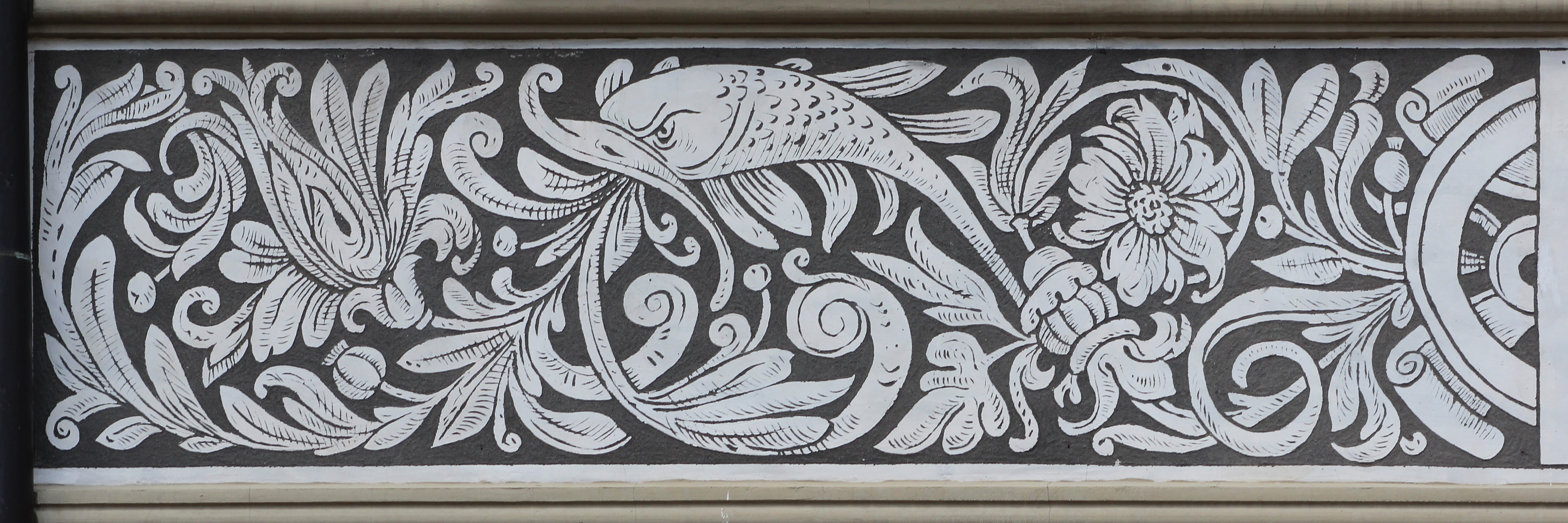
Národní dům, detail sgrafitové výzdoby domu
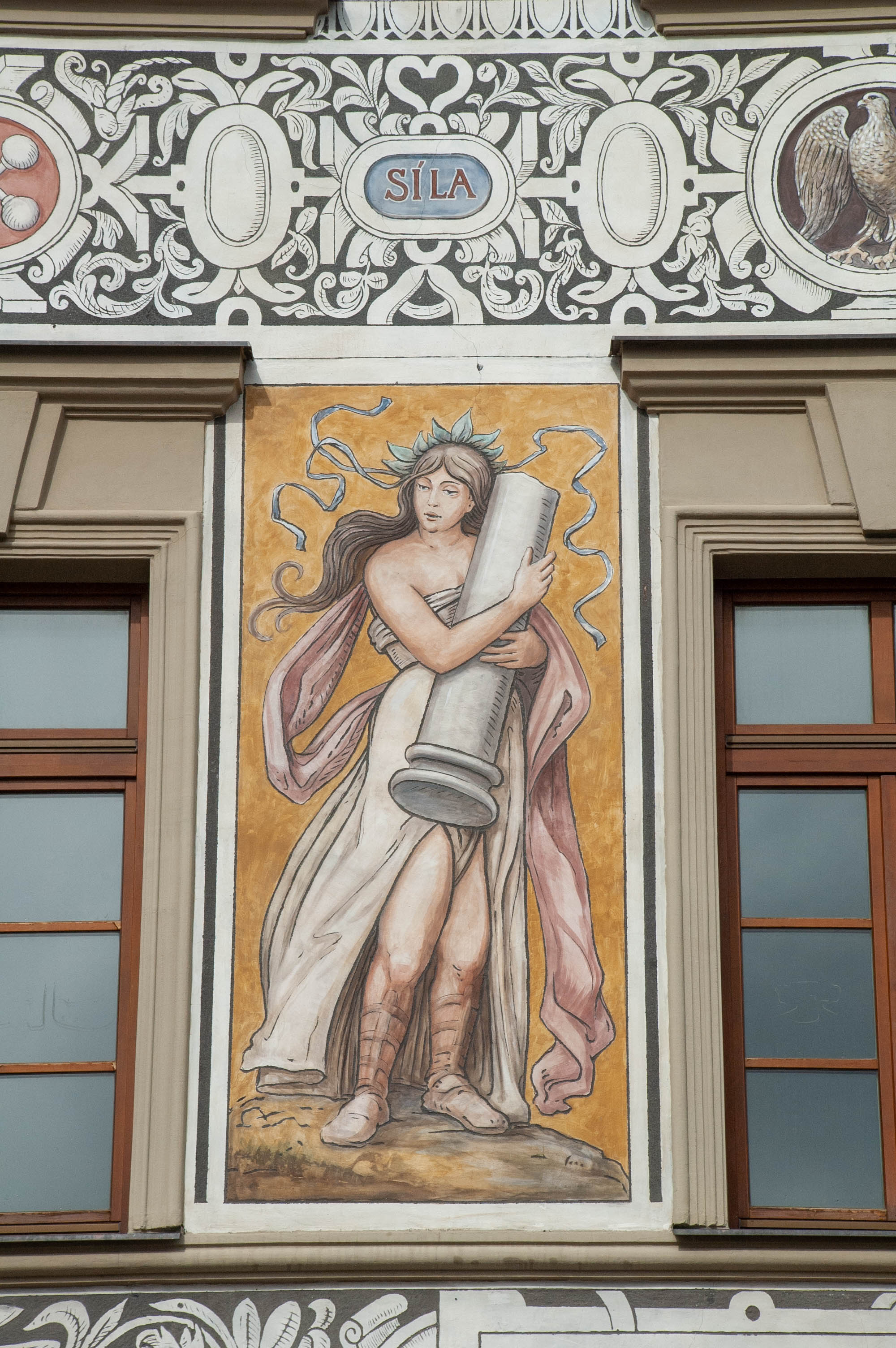
Národní dům, detail sgrafitové výzdoby domu: Síla
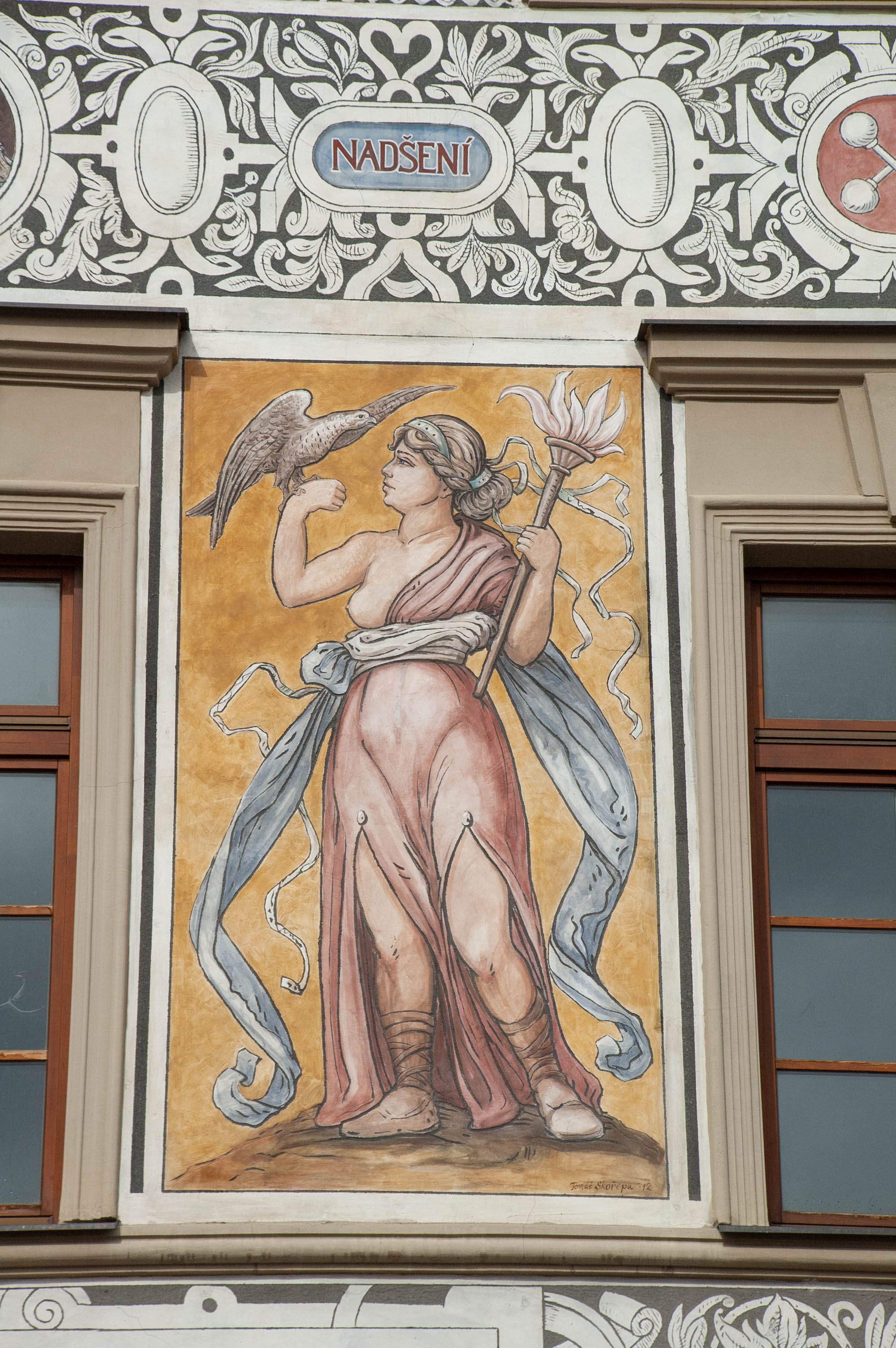
Národní dům, detail sgrafitové výzdoby domu: Nadšení
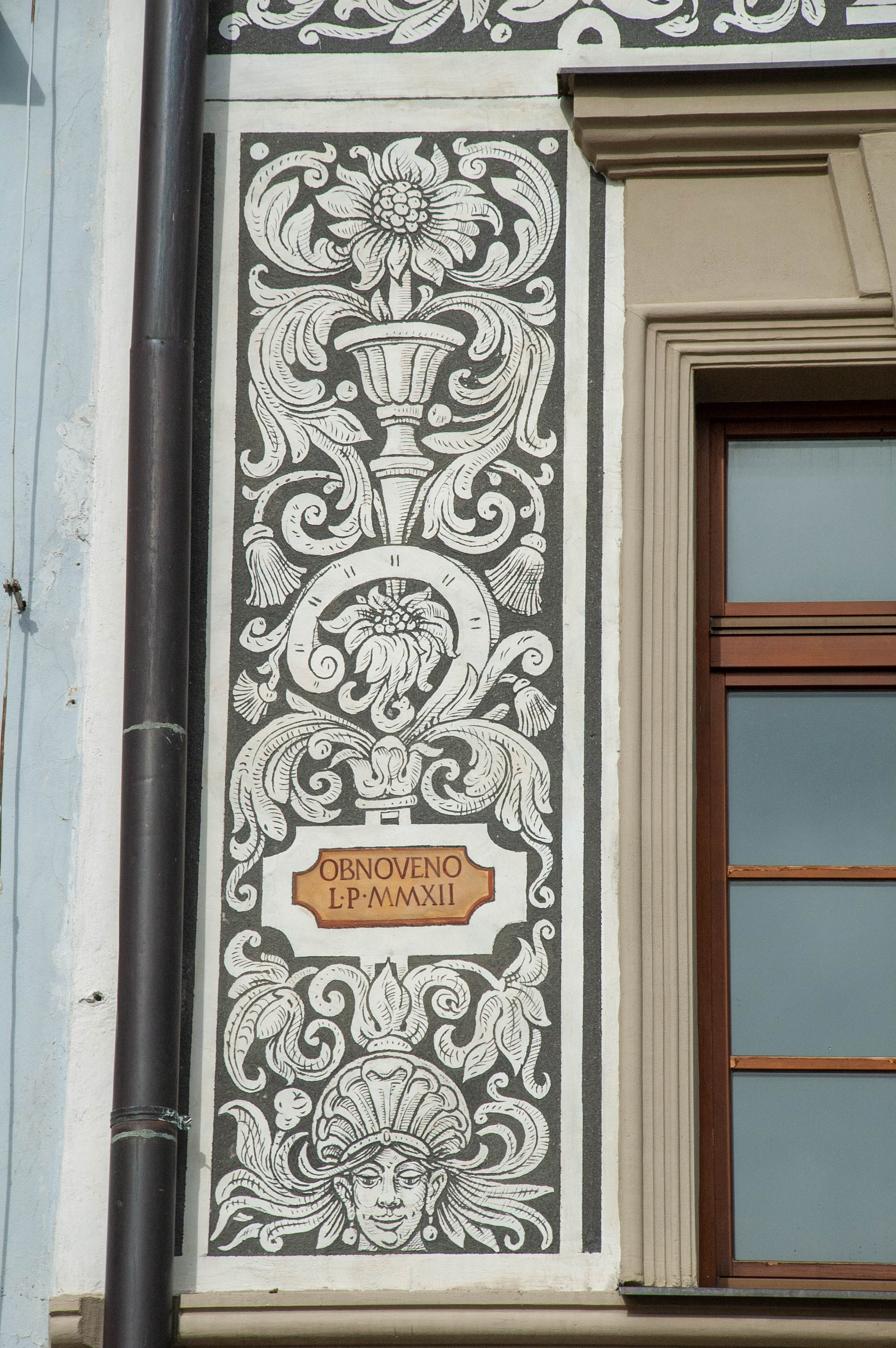
Národní dům, detail sgrafitové výzdoby domu
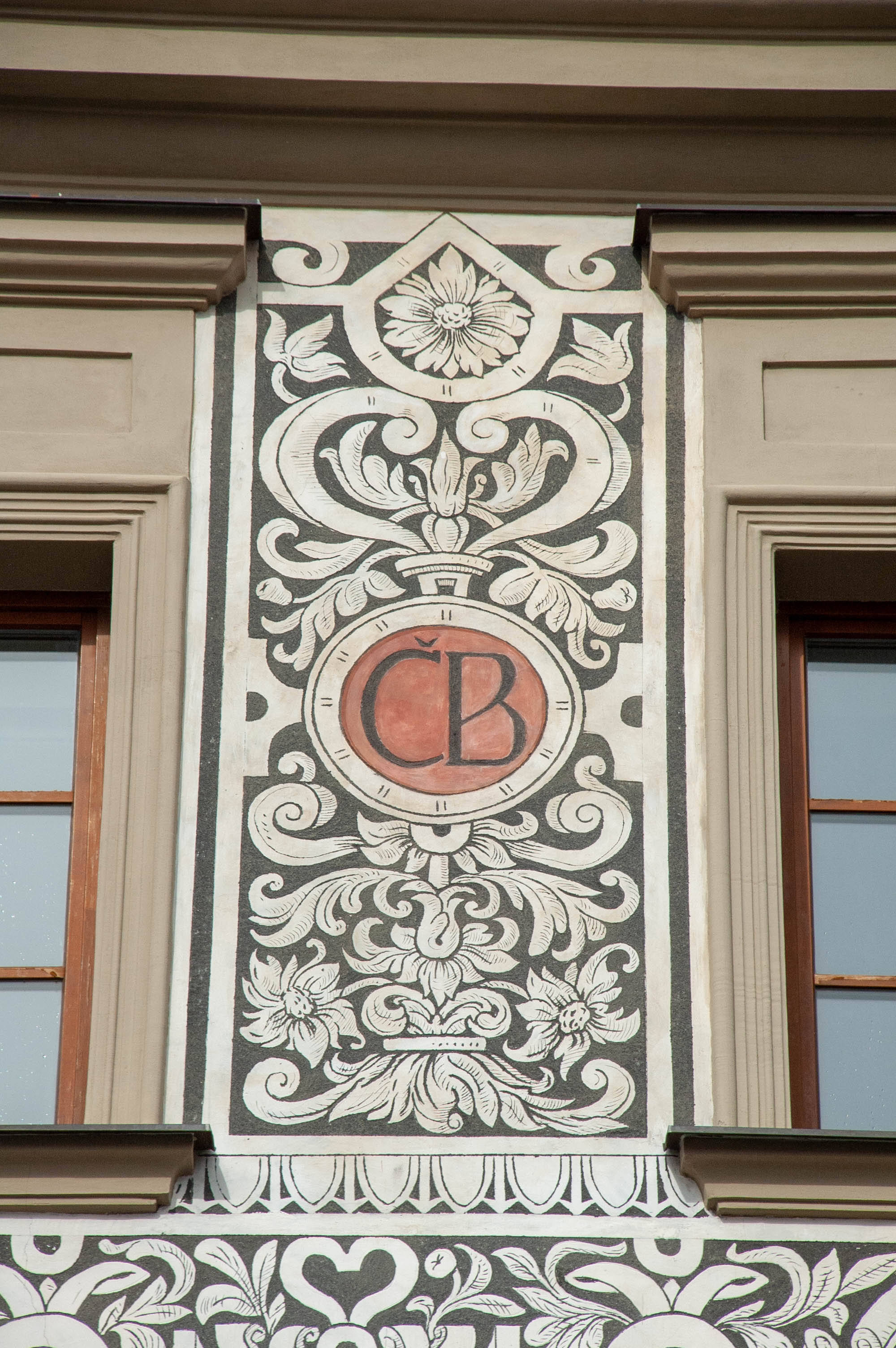
Národní dům, detail sgrafitové výzdoby domu: znak České besedy
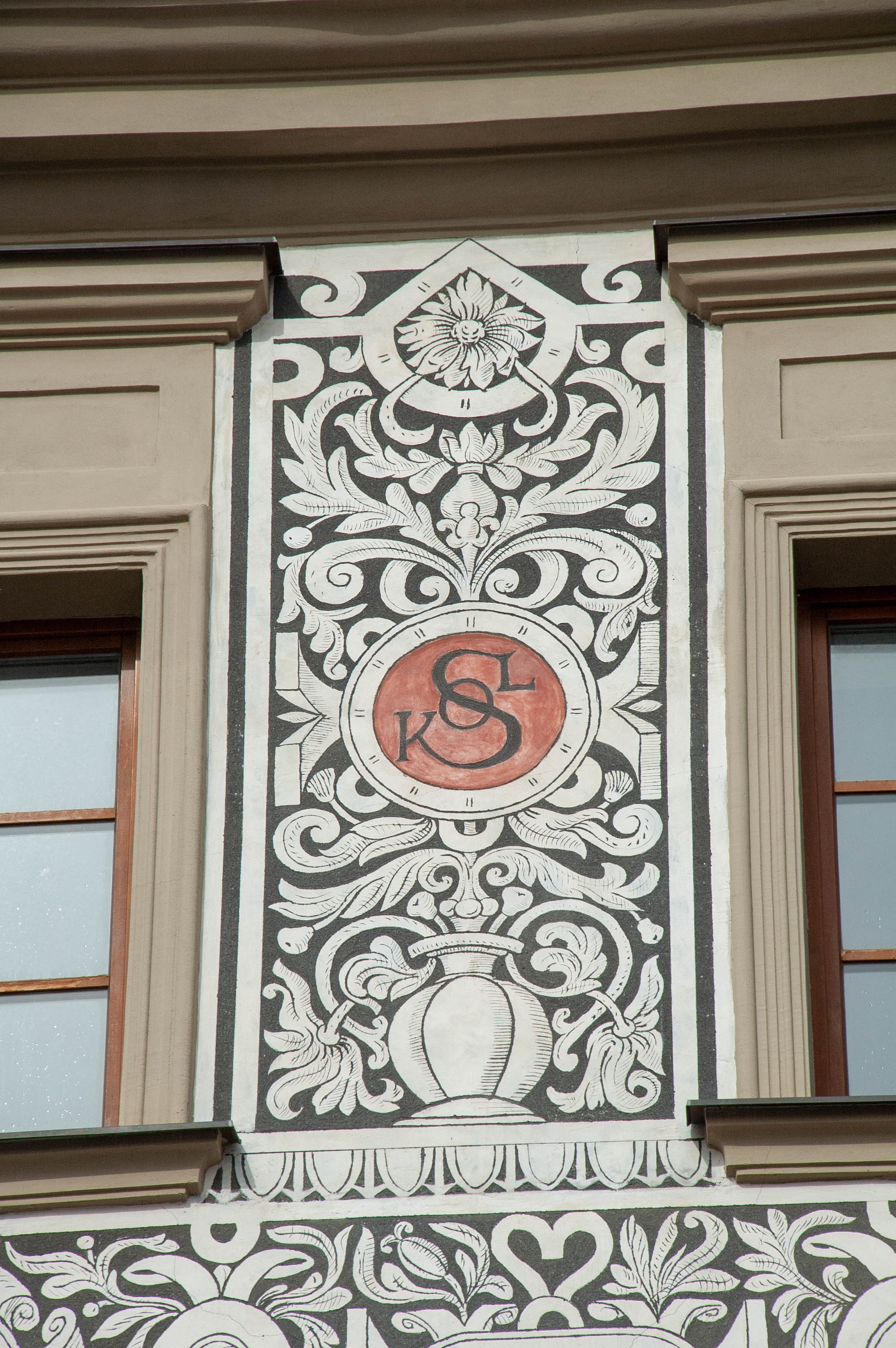
Národní dům, detail sgrafitové výzdoby domu: znak TJ Sokol
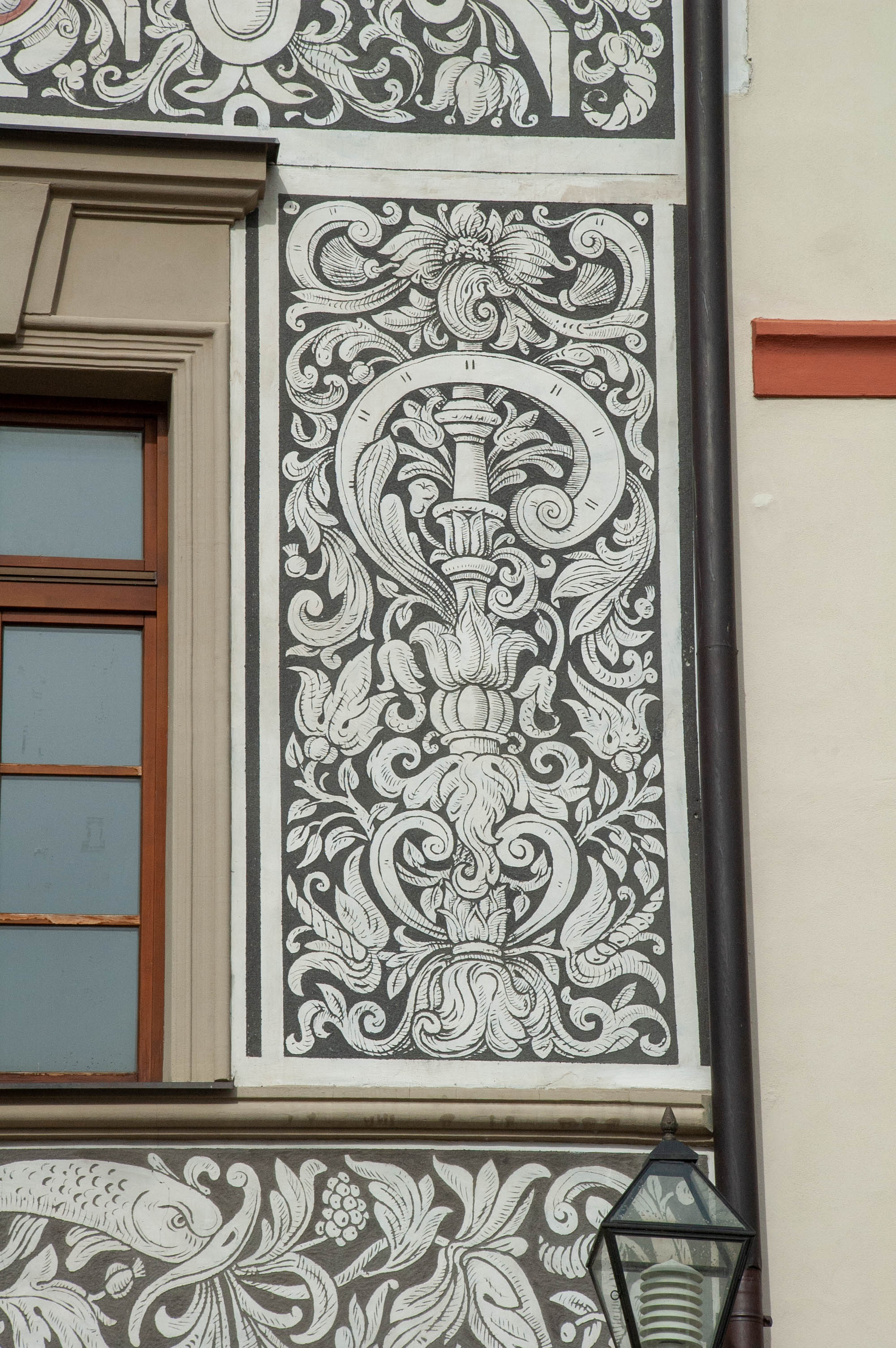
Národní dům, detail sgrafitové výzdoby domu
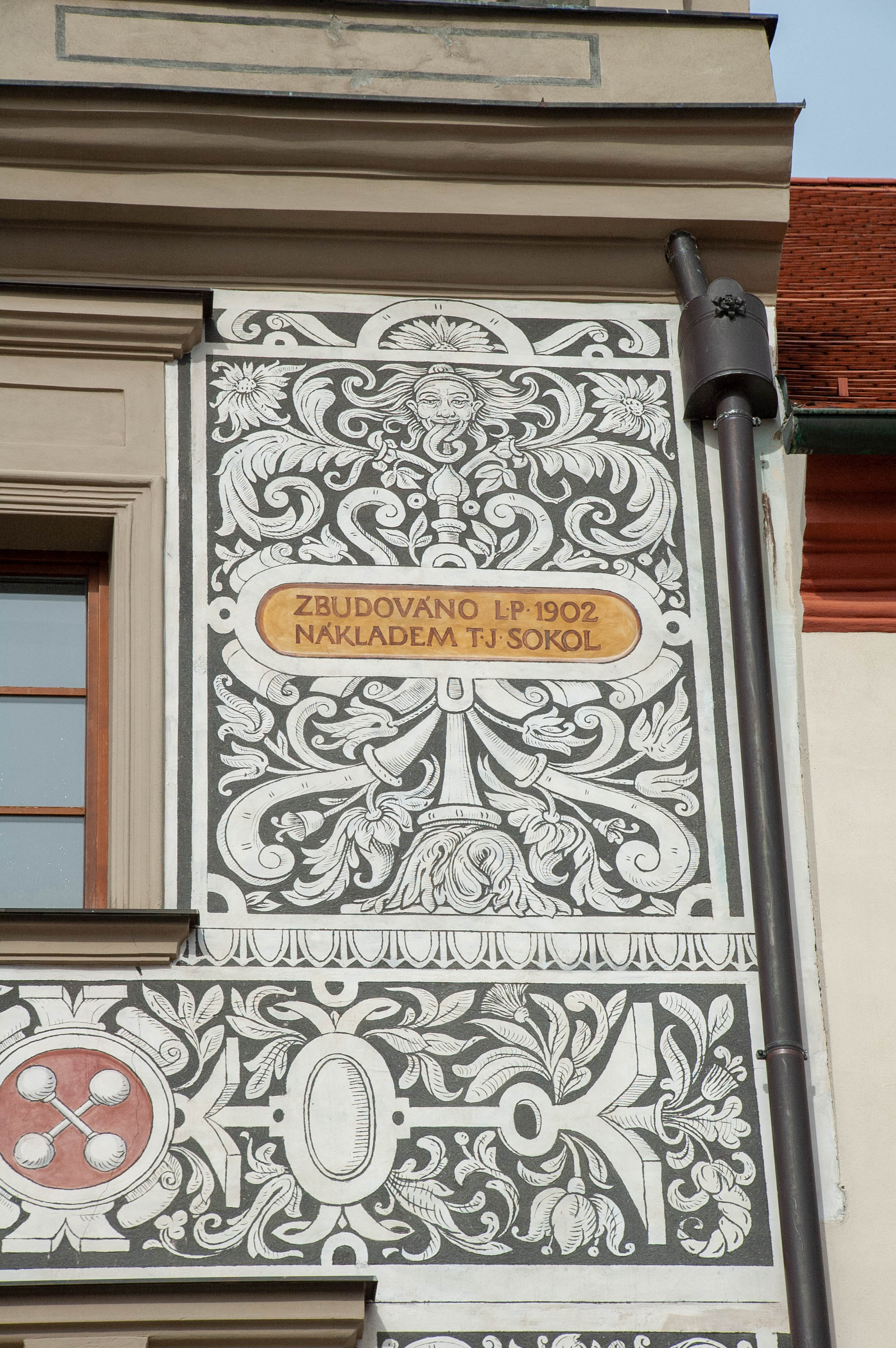
Národní dům, detail sgrafitové výzdoby domu: nápis
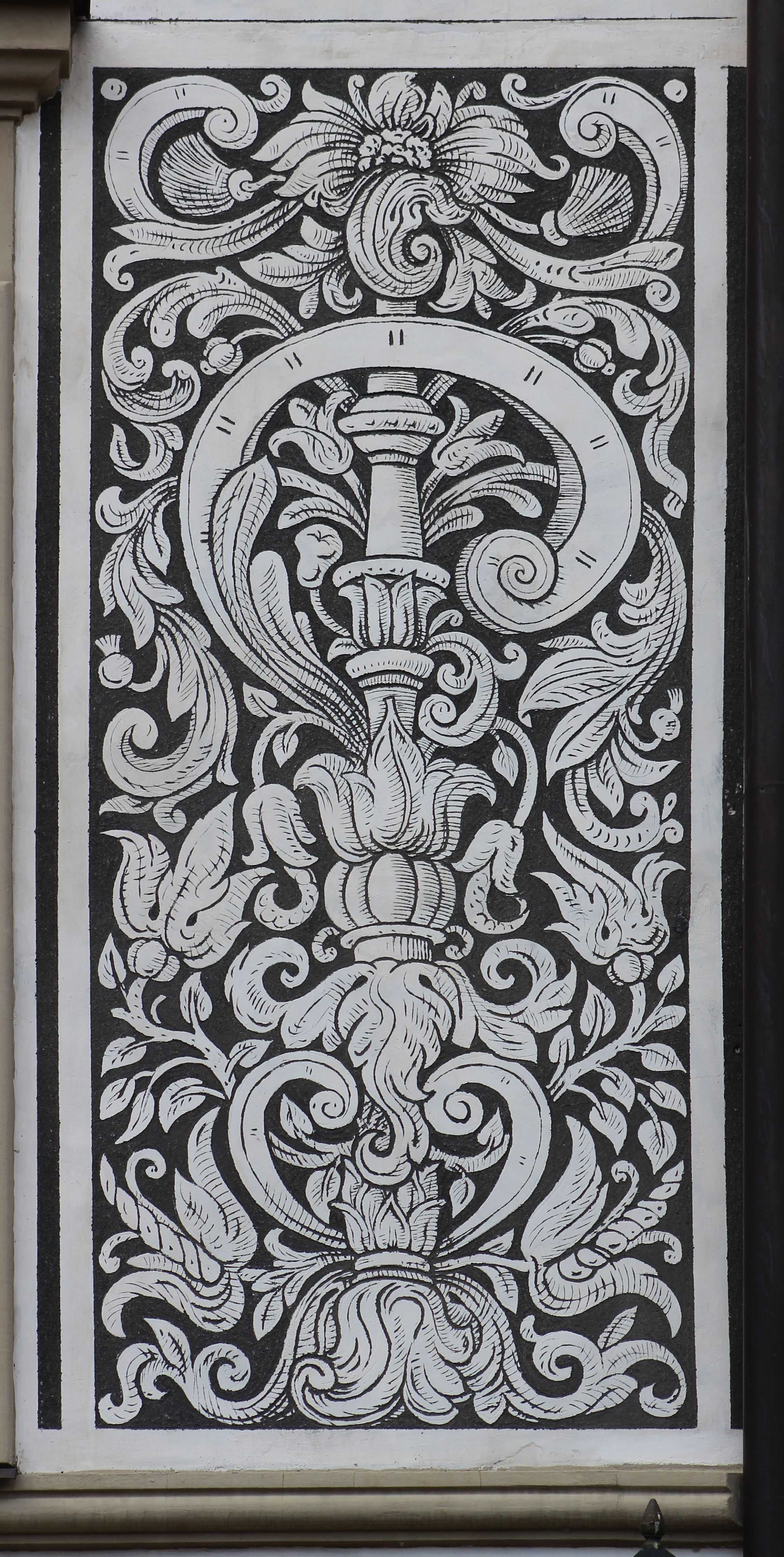
Národní dům, detail sgrafitové výzdoby domu
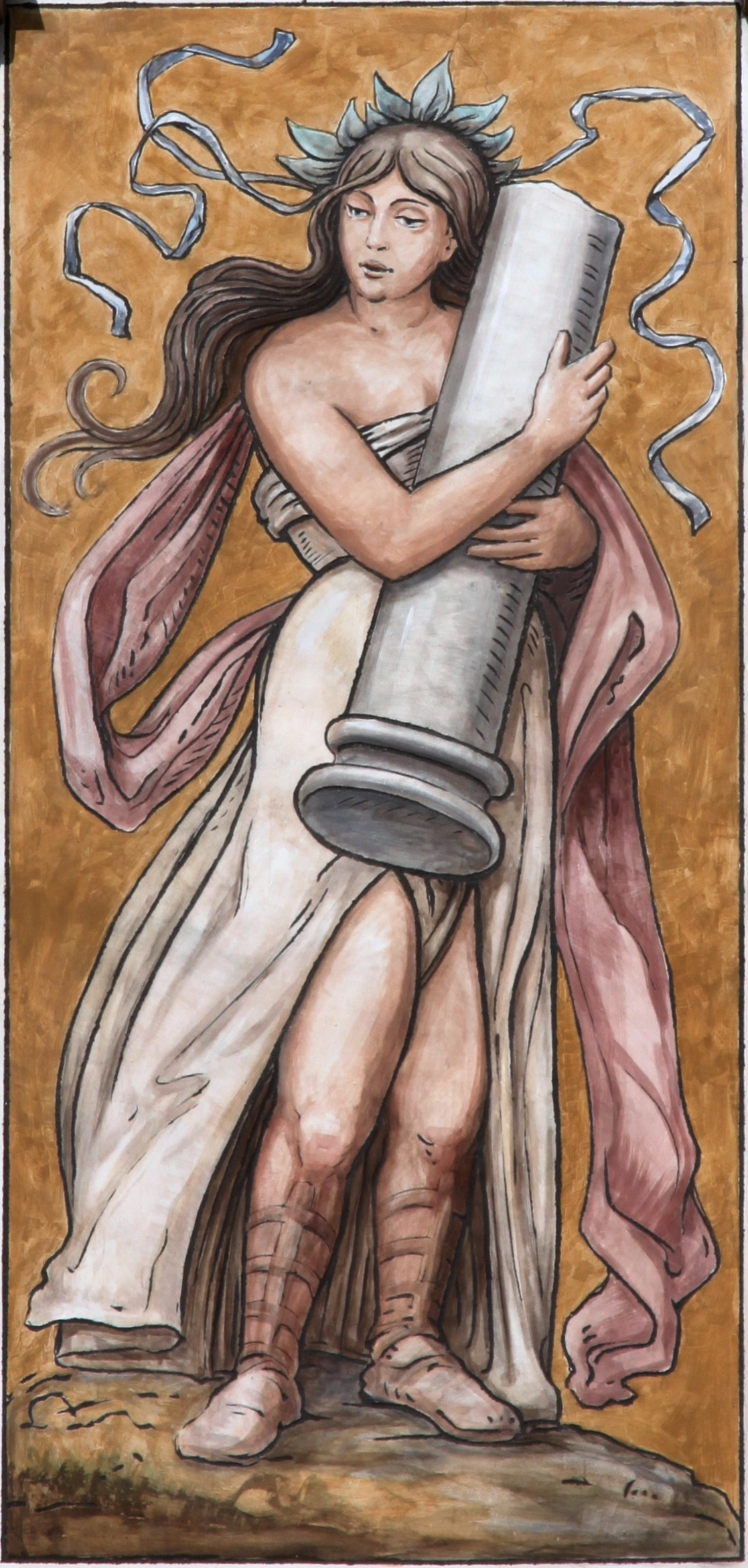
Národní dům, detail sgrafitové výzdoby domu: alegorie Síly
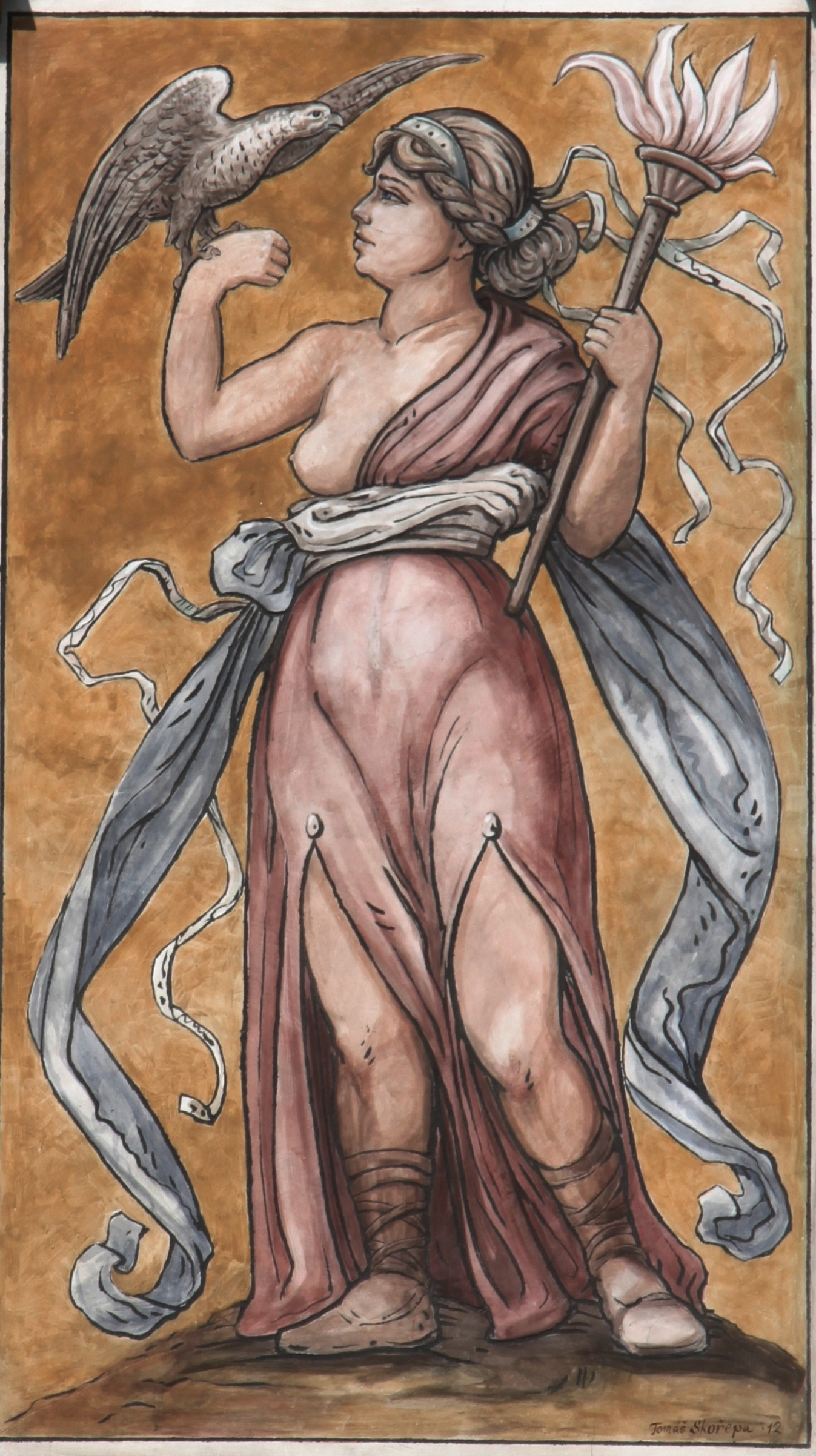
Národní dům, detail sgrafitové výzdoby domu: alegorie Nadšení
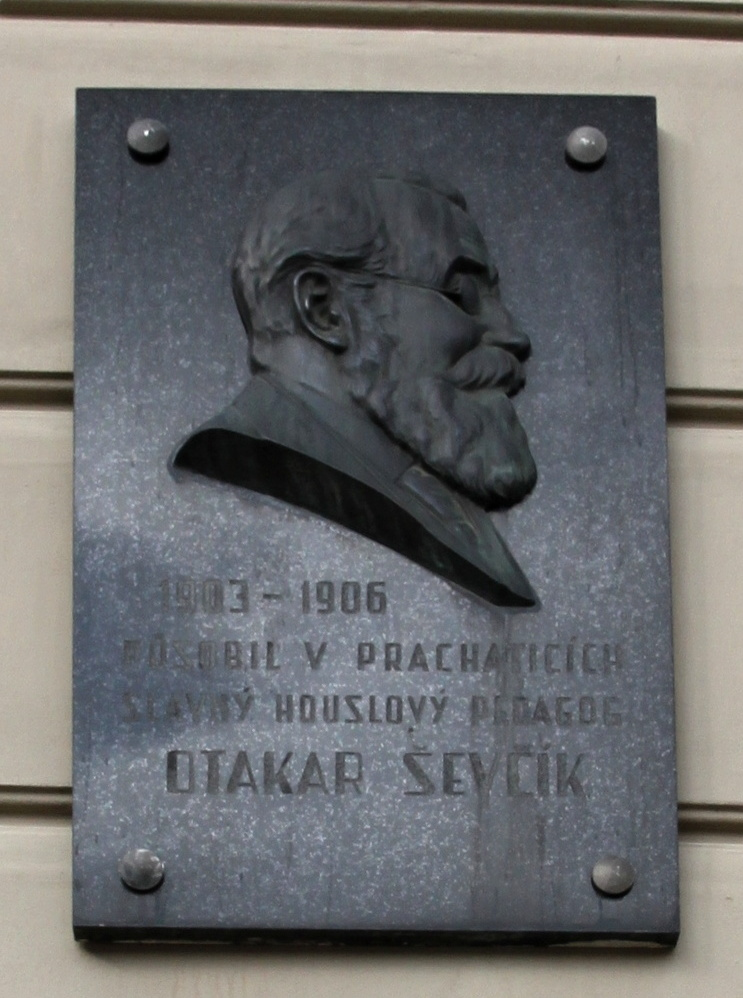
Národní dům, pamětní deska Otakara Ševčíka